# Museo Universidad de Navarra

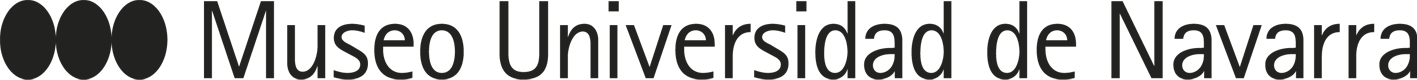

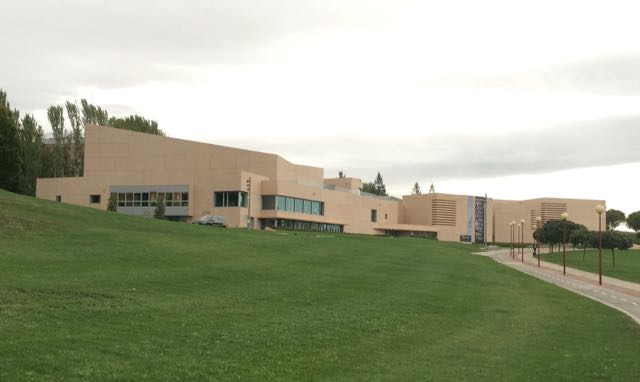

Het Museo Universidad de Navarra (Baskisch: Nafarroako Unibertsitatea Museoa) is een kunstmuseum in het Spaanse Pamplona. Het museum op de universiteitscampus werd in 2015 geopend door koning Felipe VI en is gehuisvest in een gebouw ontworpen door Rafael Moneo. In 2008 schonk María Josefa Huarte Beaumont (dochter van bedrijfsleider en politicus Félix Huarte Goñi) kunstwerken van Pablo Picasso, Wassily Kandinsky, Eduardo Chillida, Antoni Tàpies, Mark Rothko, Pablo Palazuelo en Jorge de Oteiza aan de universiteit. Ook de fotografiecollectie van José Ortiz Echagüe wordt er tentoongesteld.